# 猎户座S
猎户座S是一颗位于猎户座的M-型红巨星。它是一颗米拉变星，光变周期为420天，半径从1.9个天文单位到2.3天文单位变化。